# 越後文書宝翰集
越後文書宝翰集（えちごもんじょほうかんしゅう）は、中世越後国の武家関連の古文書を集めたもの。長岡市出身の実業家反町十郎が蒐集したもので、1979年に国の重要文化財に指定されている。2005年に新潟県立歴史博物館所有となった。

## 概要
計705通の古文書が44巻の巻物に装丁されている。主に中越地方・下越地方の国人領主であった武家の鎌倉時代から戦国時代にかけての文書がほとんどで、特に戦国時代に関する文書が多い。家別にみると色部氏文書が10巻（193通）を占め、他に三浦和田氏（中条氏・黒川氏など）・大見水原氏・毛利安田氏などの文書が多い。
色部氏文書は、越後国小泉荘色部条（現在の村上市牧目の一部）を領した色部家伝来の文書群で、嘉禄3年（1227年）4月9日藤原頼経下文を最古とし、永禄4年（1561年）、第4次川中島合戦に際し上杉謙信が色部勝長に与えた、いわゆる「血染めの感状」も含まれている。